# Gajevi (Ilijaš)
Pour les articles homonymes, voir Gajevi.
Gajevi (en serbe cyrillique : Гајеви) est un village de Bosnie-Herzégovine. Il est situé dans la municipalité d'Ilijaš, dans le canton de Sarajevo et dans la fédération de Bosnie-et-Herzégovine. Selon les premiers résultats du recensement bosnien de 2013, il compte 58 habitants.

## Démographie

### Évolution historique de la population
| 1948 | 1953 | 1961 | 1971 | 1981 | 1991 | 2013 |
| ---- | ---- | ---- | ---- | ---- | ---- | ---- |
| -    | -    | 25   | 19   | 13   | 16   | 58   |

|  |

### Répartition de la population par nationalités (1991)
En 1991, le comptait 16 habitants, dont 8 Musulmans (Bosniaques) et 8 Serbes.

### Communauté locale
En 1991, la communauté locale de Gajevi comptait 931 habitants, répartis de la manière suivante :